# Tvrdošovce
Tvrdošovce (węg. Tardoskedd) – wieś (obec) w południowo-zachodniej Słowacji w kraju nitrzańskim, w powiecie Nowe Zamki na Nizinie Naddunajskiej. 